# Sara Kolak
Sara Kolak, hrvaška metalka kopja, * 22. junij 1995, Ludbreg. 

## Kariera
Kolakova je osvojila bronasto medaljo na Svetovnem mladinskem in na Evropskem mladinskem prvenstvu. Kvalificirala se je tudi na Olimpijske igre 2016, na Evropskem prvenstvu 2016 pa je osvojila bronasto medaljo.
Na Poletnih Olimpijskih igrah 2016 v Rio de Janeiru je z novim hrvaškim državnim rekordom, 66,18 m, osvojila zlato  medaljo.